# Epimenidész-paradoxon
Az Epimenidész-paradoxon egy logikai paradoxon, számos változata közismert, az egyik legismertebb változata Douglas R. Hofstadter Gödel, Escher, Bach című könyvében olvasható (a fordítás nem a magyar változatból származik):
A krétai Epimenidész a következő halhatatlan kijelentést tette: „Minden krétai hazudik.”
A kérdés: igaz-e Epimenidész állítása? A paradoxon a Kr. e. 600. körül élt krétai filozófusról, a knósszoszi Epimenidészről kapta nevét, aki állítólag kijelentette: „Κρητες αει ψευσται”, vagyis „A krétaiak mindig hazugok”. A továbbiakban először az állítás igaz/hamis voltát próbáljuk eldönteni, majd áttekintjük a híres idézet történetét.

## Logikai elemzés
Ha a „hazudóst” úgy definiáljuk, hogy a hazudós emberek minden állítása hamis (Epimenidész állítása tehát annyit tesz: „Minden, amit egy krétai mond, hamis”), akkor a „Minden krétai hazudik” állítás, ha egy krétai szájából hangzik el, nem lehet ellentmondásmentesen igaz. (Mint azt később látni fogjuk, egy másik interpretáció szerint ellentmondásmentesen hamis sem lehet.)
Ha állítása ugyanis igaz volna, akkor Epimenidész – mivel maga is krétai lévén nem ejthet ki igazságot a száján – ezt nem állíthatta volna. Saját maga rögtön ellenpéldaként szolgált volna állítása igazságára, mivel legalább ebben az egy esetben igazat mondott.
Többféle értelmezés lehetséges, ha az állítás hamis voltáról érvelünk. Megelégedhetünk azzal, hogy az állítás hamis, azaz nem minden krétai hazudik, hanem vannak krétaiak, akik igazat mondanak, és vannak, akik hazudnak, mint például Epimenidész is. Szigorúan véve tehát nem jutunk ellentmondásra. Valódi paradoxont akkor kapunk, ha Epimenidész volt az egyetlen krétai. Ekkor kijelentése csak önmagára vonatkozik, és ez ismét ellentmondásra vezet. Ha ugyanis feltesszük, hogy Epimenidész hazudott, akkor az állítás mégiscsak igaz: Epimenidész krétai, és hazudott, tehát a kijelentés nem lehet hamis (mert nincs az állításnak ellentmondó krétai).
Egy másik értelmezés szerint a „hazudóst” olyan embernek tekintjük, aki nem mindig mond igazat. Ilyenkor az állítás utóbbi, szűkebb értelmezése sem okoz gondot: Epimenidész hazudós, most azonban kivételesen igazat mondott saját magáról is.
Az Epimenidész-paradoxonhoz hasonlóan önhivatkozást rejtő, de fogósabb logikai probléma a hazug paradoxona és a Russell-paradoxon is.

## Az állítás története
Az Epimenidész-paradoxon logikai problémaként csak nemrégiben vált ismertté, ám magának a kijelentésnek a története hosszú időkre nyúlik vissza.
Epimenidész filozófus és próféta volt, aki a Krétán akkoriban elterjedt vélekedéssel ellentétben azt tartotta, hogy Zeusz halhatatlan. Pál apostol Tituszhoz írt levelében fennmaradt verssora szerint:
A krétai örök hazudozó, gonosz fenevad és falánk naplopó.
Epimenidész azt veti a krétaiak szemére, hogy Zeusz halhatatlanságát kétségbe vonják; ez az a hazugság, amit nem tud nekik megbocsátani. Az idézet környezetéből ítélve Epimenidész a „krétai ember” alatt magát kivéve minden krétait értett. A „mind hazudós a krétai ember” idézetet Kallimakhosz is átvette Himnusz Zeuszhoz című versében, feltehetően azonos szándékkal.
A már idézett sort Pál apostol is átvette Tituszhoz írt levelében (1:12). Pál a következő sorban megerősíti az állítás igaz voltát, ez a változat azonban már nem az isteni halhatatlansággal függ össze. Egyes elképzelések szerint ezen bekezdésnek nincs teológiai vagy logikai szerepe, hanem csak az a célja, hogy a krétaiakat befeketítse. Mások azonban rámutattak, hogy a paradoxon számos változata már az ókorban is ismert volt, ezért minden tájékozott olvasó számára nyilvánvaló volt már akkor is, hogy a bekezdés utalás a paradoxonra, és nem lehet véletlen, hogy Pál fontosnak látta külön is kimondani, az állítás igaz, a célja inkább az lehetett, hogy direkt ráirányítsa az olvasó figyelmét annak paradox voltára. Ezt a feltételezést az is megerősítheti, hogy a levél első sorai Istent sohasem hazudónak jellemzik (1:2), látható tehát, hogy az igazság-hazugság kérdése alapvető témája a szövegnek. Ennek ellenére nincs nyoma, hogy az egyház korai történetében gyakran fordultak volna a szöveghez az igazság-hazugság kérdéskörének kutatásakor.

A hazudós paradoxon valóban ismert volt már az ókorban is, de tudomásunk szerint nem kötötték össze Epimenidész nevével. A középkor számos gondolkodója foglalkozott a paradoxon különböző változataival, de egyetlen ilyen témakörben fennmaradt munka sem hivatkozik Epimenidészre sem közvetlenül, sem Pál levelét említve. Epimenidész neve először a 19. században bukkant fel a paradoxon kapcsán, azóta viszont rendszeresen hivatkoznak rá.

## Példa napjainkból
A paradoxonra emlékeztető példa napjainkból a https://web.archive.org/web/20041217022608/http://www.icann.com/ címen látható. Ez a lap az Internet Corporation of Assigned Names and Numbers lapja, amelyen többek között az alábbi olvasható:
„There is no web site at the Internet address that you entered.”
vagyis
„Az Ön által megadott címen nem létezik webhely.”
Első látásra ez a kijelentés is ellentmondásosnak tűnik: hogy állíthatja egy weblap egy adott címen, hogy azon a címen nincsen weblap? Nincs azonban ellentmondás, ha az állítást hamisnak vesszük, vagy ha elfogadjuk, hogy egyetlen weblap nem minősíthető webhelynek.